# Lemmetsa
Lemmetsa är en ort i Estland. Den ligger i Audru kommun och landskapet Pärnumaa, i den sydvästra delen av landet, 110 km söder om huvudstaden Tallinn. Lemmetsa ligger 11 meter över havet och antalet invånare är 228.
Terrängen runt Lemmetsa är mycket platt.  Närmaste större samhälle är Pärnu, 8,0 km sydost om Lemmetsa.